# سیدنی مک‌لافلین
سیدنی مک‌لاکلین (انگلیسی: Sydney McLaughlin؛ زادهٔ ۷ اوت ۱۹۹۹) دونده زن اهل ایالات متحده آمریکا است.
وی در مسابقات کشوری و بین‌المللی در مجموع برندهٔ ۱ مدال طلا، ۱ مدال نقره شده‌است.